# Directo Hasta Arriba
Directo Hasta Arriba – pierwszy studyjny album płyta rapera Alan Tameza (Dharius) wydana w 2014 roku, nakładem RCA Records.

## Lista utworów
1. "Estilo Malandro"
2. "La Raja"
3. "Internacional"
4. "Homicidha" (featuring Revel Day, Billy Kent & Alkhol)
5. "Serenata Rap"
6. "Lírica Onírica"
7. "Directo Hasta Arriba"
8. "Que Buen Fiestón"
9. "Él After Porky"
10. "La Vidha Loca" (ft. Sick Jacken)
11. "Por Allá Los Washo"